# Presidente de Nigeria
El presidente de Nigeria (oficialmente Presidente de la República Federal de Nigeria) es cargo que ocupa la jefatura del Estado de la República Federal de Nigeria. Fue creado en 1963 cuando la Federación de Nigeria, dentro de la Mancomunidad Británica de Naciones, se transformó en una república. Esta, es de tipo presidencialista, por tanto, el presidente tiene poderes efectivos aunque su cargo no es independiente de la legislatura.
Según la constitución, el presidente, es el jefe del Estado, jefe ejecutivo de la Federación y comandante en jefe de las fuerzas armadas de la federación. El Estado como federación incluye varias monarquías con presupuesto propio.

## Historia
La Federación de Nigeria alcanzó su independencia el 1 de octubre de 1960, como antigua colonia británica fue incluida en la Mancomunidad Británica de Naciones y la reina Isabel II se convirtió en jefe del estado representada a través de un gobernador general.
En 1963 la Federación de Nigeria se transformó en una república federal con Nnamdi Azikiwe como primer presidente. El sistema democrático se mantuvo hasta 1966 cuando un golpe de Estado derrocó al presidente Azikiwe, y estableció una dictadura militar hasta 1979.
Recuperada la democracia el sistema presidencialista fue confirmado por la constitución de 1979 con Shehu Shagari como presidente; pero la caída de precios del petróleo, en 1983, motivo un nuevo gobierno militar que se mantuvo hasta 1993. Sin embargo este tercer periodo democrático se mantuvo hasta noviembre de 1993 cuando un nuevo golpe militar instauró un gobierno controlado por militares.
En 1999 se restaura el gobierno civil y se aprueba una nueva constitución. Este periodo es el de mayor duración de un sistema democrático en Nigeria.

## Elección
El candidato presidencial debe cumplir tres requisitos según la constitución: tener más de cuarenta años, pertenecer a un partido político o estar apoyado por uno; y, aportar un certificado de estudios (artículo 131).
Las elecciones deberán celebrarse entre 100 o 50 días, como muy pronto, y 30 días antes, del final del mandato del anterior presidente (artículo 132). El sistema de elección es una vuelta, el candidato que obtenga mayor número de votos será elegido presidente.

## Mandato
El mandato presidencial dura cuatro años, pudiendo ser reelegido para otro mandato (artículo 135, apartado 2). El presidente cesa su mandato si ya ha cumplido dos mandatos constitucionales, cuando sea acordado por dos tercios de la asamblea, en caso de incapacidad física o mental y si se demuestra una mala conducta en el ejercicio de su mandato (artículo 143). 
En estos casos que la presidencia queda vacante será el vicepresidente quien asuma el cargo presidencial; si la vicepresidencia se hallara vacante será el presidente del senado quien ocupe el cargo de presidente (artículo 146).

## Poderes constitucionales
Según la constitución el presidente nombra a los miembros de gabinete de gobierno, además es responsable de la acción del gobierno: asuntos internos y extranjeros aunque descargar sobre los ministros la responsabilidad ejecutiva (artículo 148), consejeros especiales (artículo 151)

## Lista de presidentes (1963-actualidad)
| Espectro político        |
| ------------------------ |
| NCNC NPN militar PDP APC |

| Primera República (1963-1966)                          |  |                                   |                         |                         |               |           |
|                                                        |  | Nnamdi Azikiwe (1904-1996)        | 1 de octubre de 1963    | 16 de enero de 1966     | NCNC          | 1964      |
| Gobierno Militar Federal (1966-1979)                   |  |                                   |                         |                         |               |           |
|                                                        |  | Johnson Aguiyi-Ironsi (1924-1966) | 16 de enero de 1966     | 29 de julio de 1966     | militar       | -         |
|                                                        |  | Yakubu Gowon (1934-)              | 1 de agosto de 1966     | 29 de julio de 1975     | militar       | -         |
|                                                        |  | Murtala Mohammed (1938-1976)      | 29 de julio de 1975     | 13 de febrero de 1976   | militar       | -         |
|                                                        |  | Olusegun Obasanjo (1937-)         | 13 de febrero de 1976   | 1 de octubre de 1979    | militar       | -         |
| Segunda República (1979-1983)                          |  |                                   |                         |                         |               |           |
|                                                        |  | Shehu Shagari (1925-2018)         | 1 de octubre de 1979    | 31 de diciembre de 1983 | NPN           | 1979 1983 |
| Consejo Supremo Militar de Nigeria (1983-1985)         |  |                                   |                         |                         |               |           |
|                                                        |  | Muhammadu Buhari (1942-2025)      | 31 de diciembre de 1983 | 27 de agosto de 1985    | militar       | -         |
| Consejo de Gobierno de las Fuerzas Armadas (1985-1993) |  |                                   |                         |                         |               |           |
|                                                        |  | Ibrahim Babangida (1941-)         | 27 de agosto de 1985    | 26 de agosto de 1993    | militar       | 1993      |
| Tercera República (1993)                               |  |                                   |                         |                         |               |           |
|                                                        |  | Ernest Shonekan (1936-2022)       | 26 de agosto de 1993    | 17 de noviembre de 1993 | independiente | -         |
| Consejo de Gobierno Provisional (1993-1999)            |  |                                   |                         |                         |               |           |
|                                                        |  | Sani Abacha (1943-1998)           | 17 de noviembre de 1993 | 8 de junio de 1998      | militar       | -         |
|                                                        |  | Abdulsalami Abubakar (1942-)      | 8 de junio de 1998      | 29 de mayo de 1999      | militar       | -         |
| Cuarta República (1999-actualidad)                     |  |                                   |                         |                         |               |           |
|                                                        |  | Olusegun Obasanjo (1937-)         | 29 de mayo de 1999      | 29 de mayo de 2007      | PDP           | 1999 2003 |
|                                                        |  | Umaru Yar'Adua (1951-2010)        | 29 de mayo de 2007      | 5 de mayo de 2010       | PDP           | 2007      |
|                                                        |  | Goodluck Jonathan (1957-)         | 5 de mayo de 2010       | 29 de mayo de 2015      | PDP           | 2011      |
|                                                        |  | Muhammadu Buhari (1942-2025)      | 29 de mayo de 2015      | 29 de mayo de 2023      | APC           | 2015 2019 |
|                                                        |  | Bola Tinubu (1952-)               | 29 de mayo de 2023      | Presente                | APC           | 2023      |